# Mainda praeculta
Mainda praeculta är en insektsart som beskrevs av William Lucas Distant 1908. Mainda praeculta ingår i släktet Mainda och familjen dvärgstritar. Inga underarter finns listade i Catalogue of Life.